# Woman on the Run
Woman on the Run é um filme estadunidense de 1950, dirigido por Norman Foster.

## Sinopse
Frank Johnson anda calmamente com seu cão pela cidade à noite, quando de repente, ele testemunha um crime, um homem havia sido assassinado a poucos metros dele. Johnson acaba por ser visto pelo homem que havia atirado, mas consegue fugir dos tiros, enquanto o atirador escapa com seu carro. A partir de então, ele tenta fugir achando que será responsabilizado pelo crime, enquanto sua esposa Eleanor suspeita que ele está tentando fugir do casamento mal-sucedido.

## Elenco
- Ann Sheridan.... Eleanor Johnson
- Dennis O'Keefe.... Danny Leggett
- Robert Keith.... Inspetor Martin Ferris
- Ross Elliott.... Frank Johnson
- Frank Jenks.... Det. Homer Shaw
- Steven Geray.... Dr. Arthur Hohler
- Reiko Sato.... Susie